# Comuna Zasullea, Nedrîhailiv
Zasullea (în ucraineană Засулля) este o comună în raionul Nedrîhailiv, regiunea Sumî, Ucraina, formată din satele Baba, Berizkî, Dihtearka, Dremove, Holodnîi Iar, Koreneve, Tereșkî, Țîbulenkî și Zasullea (reședința).

## Demografie
Componența lingvistică a comunei Zasullea
     Ucraineană (98,34%)
     Rusă (1,39%)
     Alte limbi (0,07%)
Conform recensământului din 2001, majoritatea populației comunei Zasullea era vorbitoare de ucraineană (98,34%), existând în minoritate și vorbitori de rusă (1,39%).